# Pac-Man Monsters
Pac-Man Monsters est un jeu vidéo de puzzle et de rôle développé par GREE et édité par Bandai Namco Games, sorti en 2014 sur iOS et Android.

## Accueil
- Pocket Gamer : « Un puzzle-RPG free-to-play lumineux et bien fini » (M. Diener)[1]
- TouchArcade : 3,5/5[2]